# Dryanovo (huyện)
Dryanovo là một huyện thuộc tỉnh Gabrovo, Bungaria. Dân số thời điểm năm 2001 là 11705 người.